# 魁!!男塾 (パチスロ)
『魁!!男塾』（さきがけおとこじゅく）は、ロデオが2007年3月に発売（販売はフィールズ）した5号機のパチスロ機。
宮下あきらによる同名の漫画・『魁!!男塾』とのタイアップ機。同社が発売した4号機・『回胴黙示録カイジ』の筐体を使用している。保通協における型式名は、「魁!!男塾S」。
後継機『魁!!男塾 天跳五輪大武會編』が2013年2月に同じくロデオから発売。

## 概要
『回胴黙示録カイジ』と同様に、一般的な筐体でリールのある位置に13インチフルカラー全面大型液晶画面を実装し、演出を行うためのリールが映し出されている。正規のリールは液晶画面上部にあるミニリールである。ミニリールの目押しを行うのはボーナス成立時にボーナス絵柄をそろえる時だけとなっている。
液晶画面上では一般的なパチスロ機同様毎ゲームミニリールとともに映像のリールが回転し、ボタンを押すことで止まるのも同様である。状況によりリールのスベリや消灯、リールのふるえも起こるがあくまで演出用の画面で起こるので規定に触れることはない。
ボーナスはビッグボーナス2種類（7揃いとBAR揃い）と、ミドルボーナスが3種類。ミドルボーナスのうち7・7・BARの組み合わせのミドルボーナスC（ミニリールでの目押しが必要）以外の2つのミドルボーナスは、「愕怨祭モード」と名付けられていて、ミニリールの目押しをする必要がなく、いきなり15枚役のベルが揃い始める（このときにすでにミニリールでは伊達・雷・虎またはJが揃っている）。純増96枚の払い出しで終了するミドルボーナスA（落ちた額の文字が「閉店」）と、そこから純増205枚の払い出しまで継続するミドルボーナスB（落ちた額の文字が「祝」あるいは継続演出）がある。往時の「フルーツチャンス」を彷彿とさせる演出である。
小役はベルとスイカの2種類でそれぞれの3つ揃いのものと右リールBARのものとがある。全てにボーナスとの重複当選の可能性がある。また、7やBAR揃いのボーナスにはスイカ揃いの6枚役に重複当選の期待が高く、どちらの小役も右リールにBARが絡んだ場合により期待度が高くなる。
ボーナス成立の期待が高い演出中や、ボーナスが成立した場合は画面上のリールが移動して右肩に小さく表示されるようになり、画面の中央では漫画でも有名な様々な演出が行われる。